# 'A camorra/Amico, permettete!
 'A camorra/Amico, permettete! è un singolo di Mario Merola pubblicato nel 1971.

## Storia
Il disco, che contiene due cover di brani, è un 45 giri inciso da Mario Merola.

## Tracce
Lato A
- 'A camorra (Annona - Esposito)

Lato B
- Amico, permettete! (Rispoli - Marigliano - Di Domenico)

## Incisioni
Il singolo fu inciso su 45 giri, con marchio Hello (HR 9041).